# Усіша
Усіша — село в Акушинському районі Дагестану.
Усіша — одне з найбільших та найдавніших населених пунктів даргінців. Згідно з переказами на початку воно знаходилось на горі «Къалала муза» і було окружене чотирма лісистими горами. Найймовірніше назва села походить від даргінських слів «усі» — великий сундук для збереження пшениці, та «ша» — село.
Археологічні розкопки на території села свідчать про перебування людини тут ще 100тис. років тому. Тут також знайдені вироби верхнього палеоліту, дві неолітичні стоянки та кремнієву майстерню. В урочищі «Кумрала къада» знаходилось поселення раннього періоду бронзової ери, що відноситься до 2 тисячоліття до н. е., де виявлені уламки ліпної кераміки, кремнієві наконечники стріл, вкладиші від серпів та зернотерток, що свідчить про розвиненість землеробства. В урочищі «Херашинна» — поселення «пізньої бронзи» (кінець 2 тисячоліття до н. е.).
В 1929 році в селі організували сільгосп артель з 62га орних земель, 400га пасовиськ та 100 голів ВРХ. В 1939—1940 збудовано приміщення типової школи.
Усішінці прийняли Іслам лише після походу Тимура в 14ст. В кінці 19ст. в селі було 9 мечетей.